# Гречановка (Николаевская область)
Гречановка (укр. Гречанівка; до второй пол. XIX в. Ивано-Петровское,Ивано-Петровка) — село в Снигирёвском районе Николаевской области Украины. Основана в конце 18 века.
Население по переписи 2001 года составляло 38 человек. Почтовый индекс — 57370. Телефонный код — 5162. Занимает площадь 0,023 км².

## Местный совет
57370, Николаевская обл., Снигирёвский р-н, с. Баратовка, ул. Капитана Агеенка, 3